# Neus Bartran i Milian
Neus Bartran i Milian (Barcelona, 24 de gener de 1952) és una exjugadora i entrenadora de bàsquet catalana.
Base, va començar a jugar al Club de Bàsquet Institució Montserrat i, posteriorment, va competir amb el Picadero Jockey Club durant tretze temporades (1968-81), amb el qual va aconseguir sis Lligues espanyoles, sis Copes de la Reina i tres Lligues catalanes, primer com a jugadora, i, després, com a entrenadora. A causa d'una greu lesió, va retirar-se de la competició al final de la temporada 1980-81. Com a entrenadora, va dirigir diversos equips de l'elit estatal, el Picadero Comansi (1980-84), El Masnou Comansi (1984-85), l'Universitari de Barcelona, Club Bàsquet Sant Just, el Club Esportiu Laietà, entre d'altres. Internacional amb la selecció espanyola en setanta-dues ocasions entre 1969 i 1980, va debutar als disset anys i va participar a quatre Campionats d'Europa (1974, 1976, 1978 i 1980).
Entre altres reconeixements, ha sigut distingida com a Històrica del Bàsquet Català el 2008.

## Palmarès
Com a jugadora
- 5 Lligues espanyoles de bàsquet femenina: 1974-75, 1975-76, 1977-78, 1979-80, 1980-81
- 5 Copes espanyoles de bàsquet femenina: 1972-73, 1974-75, 1977-78, 1978-79, 1979-80

Com a entrenadora
- 1 Lliga espanyoles de bàsquet femenina: 1982-83
- 1 Copa espanyola de bàsquet femenina: 1982-83
- 3 Lligues catalanes de bàsquet femenina: 1981-82, 1982-83, 1983-84